# بزگدار علیا
بزگداربالا، روستایی از توابع بخش مرکزی شهرستان کرمانشاه در استان کرمانشاه ایران است.وزبان اصلی گفتگو لکی میباشد

## جمعیت
این روستا در دهستان دورود فرامان قرار دارد و بر اساس سرشماری مرکز آمار ایران در سال ۱۳۸۵، جمعیت آن ۴۴۵ نفر (۸۹خانوار) بوده‌است.